# Mouvement de Libération des Femmes
Mouvement de libération des femmes (MLF) (en español: Movimiento de Liberación de las mujeres) es un movimiento feminista en Francia que surge en 1970 a partir de la acción de diversos grupos, colectivos y corrientes, de reformistas a radicales. Este movimiento es el heredero de las luchas feministas históricas, del naciente Women's Lib estadounidense, de movimientos contestatarios como el movimiento del mayo de 1968, de las luchas por el derecho a la contracepción y al aborto del Mouvement français pour le planning familial  (MFPF) lanzado en 1960 para reflexionar sobre la situación de las mujeres y la sexualidad de las jóvenes y trabajar por el derecho a la planificación familiar, de todas las luchas contra las diferentes formas de opresiones y de misoginia, y de las reivindicaciones en igualdad de todos los derechos, morales, sexuales, jurídicos, económicos, sinólicos.

## Historia

### Historiografía
A fines de la década de 1970, empiezan a publicarse varios libros sobre este tema, en su mayoría escritos por activistas del movimiento: Annie Sugier y Anne Zelensky en 1977 (bajo seudónimo), Naty Garcia Guadilla en 1981 o Monique Rémy en 1990. Investigadoras, como Claire Duchen en 1986, han tratado también este tema.
En 2010 «un año propicio a la reflexión sobre la memoria de las feministas, a causa sobretodo de la celebración de los cuarenta años del MLF» es realizan otras publicaciones: «Se han abierto los archivos que han sido publicados o puestos en línea. Los libros han sido reeditados. Las diferentes tendencias han organizado coloquios. Ha habido exposiciones de fotos, de afiches, de pinturas; proyecciones de películas o videos, fiestas, manifestaciones».
Sin embargo, esta historia sigue siendo nacional y los estudios del MLF se centran en París y en la región parisina. En 2012, Christine Bard publica un libro colectivo sobre el feminismo de la segunda ola. Consciente de esta «sobrevisibilidad parisina», explica que «la historia debe hacerse, distinguiendo entre el feminismo real y el feminismo percibido - más social, menos burgués, menos parisino, menos intelectual que el primero». Actualmente algunos trabajos están empezando a analizar el desarrollo del movimiento basado en diferentes escalas de análisis.
La historia de su «fundación» plantea un problema historiográfico, pero su cronología reposa sobre un número creciente de trabajos de historiadores y de testimonios orales y escritos de las protagonistas, en algunos casos contradictorios y polémicos.

### Primeros años
Entre 1967 y 1970 se forman varios grupos de trabajo. Una asociación mixta, "Femenin, Masculin, Avenir (FMA)" (en español: Femenino, Masculino, Futuro) creado en el seno del Mouvement Démocratique Féminin por Anne Zelensky y Jacqueline Feldman, organiza desde 1967 reuniones sobre las relaciones entre hombres y mujeres. Esta asociación celebra una gran reunión en la Sorbona ocupada del Mayo del 68 sobre la situación de las mujeres, después se vuelve independiente y no mixta y en abril de 1970 se rebautiza con el nombre de "Feminismo, Marxismo, Acción". Para Michelle Zancarini-Fournel especialista en historia francesa contemporánea, el grupo FMA «constituye la base genealógica del MLF».
Reuniones en las que participan sólo mujeres se celebran a partir de octubre de 1968 en torno a la escritora Monique Wittig, a Antoinette Fouque, Josiane Chanel, Suzanne Fenn, Gille Wittig, Margaret Stephenson, Marcia Rothenberg, etc., una decena de mujeres que trabajan sobre la sexualidad femenina y la articulación de las luchas de mujeres a las luchas anticolonialistas y a las luchas de clase. Según Witting la primera reunión de octubre de 1968 se convoca a partir de su iniciativa. En mayo de 1970 Monique Wittin cofirma (con Gille Wittig, Marcia Rothenberg y Margaret Stephenson, convertida en Namascar Shaktini) el primer texto feminista francés de ese periodo. "Combate por la liberación de la Mujer" publicado por la revista L'Idiot international y en el cual se presenta a los movimientos de liberación de las mujeres estadounidenses e ingleses. En la misma época se constituyen otros grupos, a veces efímeros: las Oreilles vertes, las Polymorphes perverses, las Petites Marguerites y muchos otros.
La primera reunión pública de lo que más tarde será el MLF se lleva a cabo en la Universidad de Vincennes en primavera de 1970. Como lo demuestran las fotografías de época, en sus camisetas, las organizadoras, entre ellas Monique Wittig, se muestra por primera vez en Francia el símbolo feminista inventado por el movimiento de liberación de las mujeres de Estados Unidos: el símbolo femenino con un puño en el interior. La primera intervención mediática del movimiento se producirá el 26 de agosto de 1970, cuando un grupo de nueve de mujeres, entre las que se encontraba Christine Delphy depositaron bajo el Arco de Triunfo en París, una corona en homenaje "a la esposa del soldado desconocido" (en solidaridad con la huelga de las mujeres de Estados Unidos, que celebran ese día del 50 aniversario de su derecho al voto). Sus pancartas decían: "Hay alguien más desconocido que el soldado desconocido, su esposa" y "Uno de cada dos hombres es una mujer."
En el otoño de 1970 aparece Liberación de las mujeres, año cero, un número especial de la revista Partisans, realizado solo por mujeres y recogiendo testimonios de activistas anónimas, y textos firmados por francesas y estadounidenses. Se lee en la presentación: «El fenómeno no se limita a los Estados Unidos. Por toda Europa Occidental, de manera simultánea desde hace dos años en Inglaterra, Holanda, Suecia y Dinamarca, Alemania, Francia, ahora en Italia, los grupos de mujeres se han formado de manera espontánea para explorar las maneras de luchar contra su opresión.»
Las primeras asambleas generales de Bellas Artes se celebraron en otoño de 1970, el miércoles por la noche cada quince días. El número cero del periódico del movimiento, Le Torchon brûle, apareció en diciembre de 1970 insertado en el periódico L'Idiot Liberté dirigido por Jean-Edern Hallier. En mayo de 1971, el primero de seis números de Le Torchon brûle se distribuye en los quioscos; se editó hasta 1973, y está abierto a "todas". La directora de la publicación es Marie Dedieu (1945-2011), pero cada número es realizado por un equipo de diferente. Puede leerse: «El movimiento, son esas mujeres que se reúnen sobre la base de su revuelta para comprender mejor el por qué y cómo y para luchar juntas. El movimiento de liberación de las mujeres no es una organización, no y no tiene equipo dirigente» (editorial de El Torchon n.º 2).
Aunque el movimiento es no-mixto, la cuestión del deseo lésbico y la homosexualidad tiene dificultades en plantearse. Varias activistas del  FML, bajo el impulso de Françoise d'Eaubonne, participarán en la emergencia del Frente homosexual de Acción Revolucionaria (FHAR), en marzo de 1971 y luego las Gouines rouges, conocido como grupo puente entre la FML y el FHAR.
A pesar de las controversias y desacuerdos, diferentes grupos se reúnen de vez en cuando, hasta 1976, para las acciones comunes: por el derecho al aborto y contra la violencia contra las mujeres.
En un segundo momento, diversos grupos y grupúsculos que forman parte de la renovación generacional de la lucha de las mujeres se reconocen en este nombre y se lo apropian haciéndolo plural porque el movimiento rechaza las representaciones reductoras: el "Movimiento de liberación de la mujer" se transforma en el Movimiento de liberación de las mujeres (MLF).[cita requerida]
En mayo de 1972 en el día de la madre unas doscientas mujeres vestidas de niña marcharon por los Campos Elíseos detrás de la Madre una figuración triste y sacrificada; la consigna era: «Festejada un día, explotada todo el año».

## Posiciones
El MLF introduce una ruptura rechazando la maternidad como definición -por naturaleza- del sujeto mujer y lo relaciona con la libertad de la contracepción y el acceso al aborto.

### Psychanalyse et politique
Psychanalyse et politique, o Psych et po, fue un grupo de investigación del MLF fundado por Antoinette Fouque. El grupo está detrás de la editorial Éditions des Femmes, la revista Des femmes en mouvements, el periódico Le Quotidien des femmes y librerías en París, Marsella y Lyon. Además de Fouque, entre sus miembros destacan Hélène Cixous y Luce Irigaray.
Abiertamente antifeminista, Psych et po estuvo involucrado en varias polémicas con otros grupos del MLF, como el registro de propiedad del nombre mouvement de libération des femmes en 1979.